# 哺乳類天然記念物一覧
哺乳類天然記念物一覧は、日本の文部科学大臣が指定する天然記念物（特別天然記念物を含む、以下同）のうち、哺乳類に関するもののリスト。ここでは、天然記念物指定基準「動物」に基づき指定された天然記念物のうち、哺乳類の種および生息地、繁殖地等に関連するものを掲載する。なお、本項では国（日本国文部科学大臣）指定の天然記念物を扱い、地方自治体指定の天然記念物は対象外とする。

## 特別天然記念物
いずれも種指定
- アマミノクロウサギ
- イリオモテヤマネコ
- カモシカ
- カワウソ

## 天然記念物
「種指定」と注記のないものは、棲息地、繁殖地、品種等の指定。
- アブラコウモリ
  - 西湖蝙蝠穴およびコウモリ（山梨県）
- 日本犬
  - 秋田犬、甲斐犬、紀州犬、越の犬（1971年絶滅）、柴犬、土佐犬[1]、北海道犬
- ウサギコウモリ
  - 岩泉湧窟及びコウモリ（岩手県）
  - 西湖蝙蝠穴およびコウモリ（山梨県）
- ウシ
  - 見島ウシ産地（山口県・萩市）
- ウマ
  - 岬馬およびその繁殖地（宮崎県・串間市）
- オガサワラオオコウモリ（種指定）
- キクガシラコウモリ
  - 岩泉湧窟及びコウモリ（岩手県）
  - 西湖蝙蝠穴およびコウモリ（山梨県）
- クビワオオコウモリ
  - エラブオオコウモリ（亜種指定）
  - ダイトウオオコウモリ（亜種指定）
- コキクガシラコウモリ
  - 岩泉湧窟及びコウモリ（岩手県）
  - 西湖蝙蝠穴およびコウモリ（山梨県）
- ケナガネズミ（種指定）
- ジュゴン（種指定）
- スナメリ
  - スナメリクジラ廻游海面（広島県）
- タヌキ
  - 向島タヌキ生息地
- ツシマテン（種指定）
- ツシマヤマネコ（種指定）
- テングコウモリ
  - 岩泉湧窟及びコウモリ（岩手県）
- トゲネズミ（種指定）（以下の3つは、現在は亜種でなく別個の種と考えられている）
  - オキナワトゲネズミ
  - アマミトゲネズミ
  - トクノシマトゲネズミ
- ニホンカモシカ
  - 笠堀のカモシカ生息地（新潟県）
- ニホンザル
  - 下北半島のサルおよびサル生息北限地（青森県）
  - 高崎山のサル生息地（大分県）
  - 箕面山のサル生息地（大阪府）
  - 臥牛山のサル生息地（岡山県）
  - 高宕山のサル生息地（千葉県）
  - 幸島サル生息地（宮崎県）
- ニホンジカ
  - ケラマジカおよびその生息地（沖縄県・座間味村）
  - 奈良のシカ
- モモジロコウモリ
  - 岩泉湧窟およびコウモリ（岩手県）
- ヤマネ（種指定）
- ユビナガコウモリ
  - 大吼谷蝙蝠洞（山口県下関市）

- 群集
  - 龍河洞（高知県香美市）：小型コウモリ類が生息。